# Троицкий собор (Моршанск)
Собо́р Тро́ицы Живонача́льной (Тро́ицкий собо́р) — православный храм в городе Моршанске Тамбовской области, второй кафедральный собор Мичуринской епархии Русской православной церкви.
Величественное здание Троицкого собора видно за десятки километров от города.

## История

### Подготовка к постройке и начала сбора средств
13 августа 1826 года епископ Тамбовский и Шацкий Афанасий (Телятев) дал благословение на строительство в Моршанске собора. По указу Тамбовской Духовной консистории за № 409 главе города Дорофею Федоровичу Кожину была выдана книга для сбора добровольных подаяний на постройку в Моршанске каменного соборного храма. В течение нескольких лет шли сборы средств на строительство нового храма. В них принимали участие все жители Моршанского уезда.
В соответствии с порядками того времени собор должен был возводиться по образцовому проекту. В 1827 году представители Тамбовской епархии присутствовали на освящении Преображенского собора в Санкт-Петербурге, который был возведён по проекту известного русского зодчего Василия Стасова. Храм поразил их своим величием и великолепием, поэтому они единодушно решили построить такой же и у себя.
Проект собора был рассмотрен 5 декабря 1830 года Строительным Комитетом Министерства Внутренних дел, о чём имеется надпись на проекте фасада в нижнем левом углу. Согласно моршанскому преданию, купцы хотели построить новый храм непременно выше столичного, однако при рассмотрении проекта император Николай I сказал: «Выше Исаакия не строить». Изречение императора сохранилось так же только изустно, какие-либо исторические документы, подтверждающие эти слова, на сегодня неизвестны.
Автор проекта собора до сих пор неизвестен, многие считают, что им был всё тот же Василий Стасов, что неверно: когда перед началом строительства заинтересованное городское общество обратилось к Стасову с многочисленными вопросами о толщине стен будущего храма, устройстве куполов, колонн и т. д., Василий Петрович ответил по существу, подробно и на чертежах написал: «Архитектор Стасов считает обязанностью уведомить, что планов для этого собора не сочинял, а видит, что они составлены по подражанию Преображенскому собору и С. Троицы в С.-Петербурге, но в некоторых частях неправильны, без рассмотрения внутреннего обзора постройки…».
В 1834 году городское общество выкупило у купцов и мещан землю на берегу Цны, можно было приступать к строительству храма. Но горожане жертвовали на собор не очень щедро — к 1836 году было собрано всего 56 тысяч 180 рублей. Положение изменилось, когда купец второй гильдии Егор Иванович Платицын пожертвовал 200 тысяч рублей, о чём написал в Соборной летописи: «1836 года марта 22 дня я, нижеподписавшийся, жертвую на построение нового храма во имя Святые Троицы денег двести тысяч рублей, каковую сумму по требованию строителя выдавать под расписку его по мере надобности с тем, чтобы городское общество более сей пожертвованной мною суммы после сего от меня не требовало…». К 9 апреля 1836 года сумма собранных денег составляла уже 296 тыс. 127 руб. 75 коп.

### Строительство
10 июня того же года с благословения епископа Арсения (Москвина) грандиозное строительство началось. Сначала постройка храма шла под усмотрением особо на то утвержденного комитета, а потом под наблюдением выбираемых из граждан попечителей под непосредственным надзором местного протоиерея А. Я. Воскресенского и губернского архитектора Шубина. Здание воздвигалось быстро. За короткий период было уложено 7200000 штук кирпича и 11934 штук белого камня плитами. Громадность здания, не достроенного и до половины, поражала всех.
Однако в 1841 году собранные на строительство храма средства истощились, а новых поступлений не было. Работы на соборе прекратились. В 1842 году на постройке храма было занято всего 45 человек. В следующем году утверждается новый добровольный сбор — торговая пошлина: с хлеба, сала и гречихи. Несмотря на это средства поступали очень медленно.
При возведении барабана купола внутренние столбы начали проседать под его тяжестью. Встал вопрос о разборке неоконченного здания, но моршанский мастер Степан Люлин предложил оригинальное техническое решение — обвязать металлом столбы и своды. На эту работу было потрачено много времени и сил, но продолжение строительства стало возможным.
В 1857 году строительство собора во имя Святой Единосущной и Животворящей Троицы было завершено. 24 ноября того же года в нём состоялась первая служба.

### Собор до революции
Собор имел три иконостаса: главный престол — Троицкий, левый — Александра Невского, правый — Казанской Божией Матери. Иконостасы выполнялись в московской мастерской, иконы писал столичный иконописец Борисов. Богатым внутренним убранством Свято-Троицкий собор обязан многим состоятельным горожанам. В соборном приходе была построена часовня в память об избавлении жителей от жестоких эпидемий холеры 1854 и 1858 годов.
В больших соборных подвалах моршанцы прятали сундуки «с добром» от пожара 1875 года. Позднее там же хранилась библиотека моршанской группы РСДРП после поражения революции 1905—1907 годов.
27 июня (9 июля) 1904 года Моршанск посетил император Николай II (однако ошибочно указывается дата 8 августа). Основная часть горожан встречала императора в Троицком соборе. По окончании службы император высказал духовенству и мирянам своё одобрение и восхищение и добавил: «Не ожидал я в российской глубинке встретить такой чудесный столичный храм. Если бы мог, то забрал бы его с собой в Петербург». Позднее в Свято-Троицком соборе на собранные народом деньги была установлена мраморная плита, гласившая, что храм, построенный с соизволения императора Николая I, удостоен посещения государя-императора Николая II.
В 1917 году, ещё до октябрьской революции, в последний раз производился капитальный ремонт собора.

### Советский период
После Октябрьской революции Троицкий собор, как и подавляющее большинство других российских храмов, пережил трагические события. Были конфискованы церковные ценности, ради небольшого количества золота уничтожен иконостас.
В 1930 году собор был захвачен обновленцами. С 1931 года богослужения в нём совершались только по праздникам. В 1937 году Троицкий собор был закрыт советскими властями.
В 1939 году члены Союза воинствующих безбожников и прочих атеистических организаций с разрешения секретаря горкома партии и председателя горисполкома сорвали с собора купола и всю жесть с карнизов. При попытке сорвать главный крест собора погиб человек, который сорвался с высоты. Они рушили иконостасы, били стекла, жгли книги и иконы. Некоторые святыни, часть утвари спасли сотрудники Моршанского краеведческого музея. Какие-то предметы церковного обихода сберегли прихожане, передавшие их позднее в городской музей. Практически полностью погибла уникальная роспись, украшавшая стены собора.
Полный снос Свято-Троицкого собора предполагалось закончить в 1940 году. От разрушения его спасла элементарная нехватка материальных и технических средств, а затем начавшаяся Великая Отечественная война.
В годы Великой Отечественной войны и позднее в соборе размещались складские помещения, работники которых продолжали дело разрушения храма; в собор заезжали на тракторах, автомобилях, поэтому, местами была полностью разрушена выстилающая пол уникальная плитка.
12 декабря 1970 года в областной газете «Комсомольское знамя» была опубликована статья доктора архитектуры Владимира Пилявского, где говорилось о необходимости сохранения для потомков Свято-Троицкого собора — замечательнейшего памятника истории и архитектуры. Уже в 1971 году в Тамбовский облисполком поступила просьба выделить средства на первоочередные восстановительные работы в храме. Немало делали в этом направлении и работники Моршанского городского отдела культуры, городские власти.
Реставрация началась лишь в 1988 году: в соборе начались реставрационные работы по восстановлению малых куполов, крыши, ремонту большого купола, колоннады, калориферного отопления… Была проделана большая работа, но сильный пожар, случившийся в этом году, уничтожил всё, что могло гореть.

### Возвращение и возобновление богослужений
В феврале 1990 года в Моршанском горкоме КПСС состоялось собрание представителей трудовых коллективов и общественности города. На нём рассматривался вопрос о целесообразности передачи православной общине здания Троицкого собора. С таким же предложением в горисполком обратились несколько сотен верующих моршанцев и настоятель Никольской церкви протоиерей Николай Павлович Апостолов.
В марте того же года «в целях дальнейшего удовлетворения духовных запросов верующего населения и общественности области исполнительный комитет Тамбовского областного Совета народных депутатов решил передать религиозной общине русской православной церкви г. Моршанска здание Троицкого собора» (этим же постановлением второй религиозной общине Русской православной церкви г. Мичуринска передавалось здание Боголюбского собора). К тому времени на восстановление храма уже было израсходовано 1 млн. 174 тыс. рублей.
В июне 1990 года, на день Святой Троицы, в соборе состоялась первая за долгие годы божественная литургия, которую возглавил епископ Тамбовский и Мичуринский Евгений (Ждан). В тот день собралось, по приблизительным подсчетам, около 10 тысяч человек из Моршанска, Тамбова и всех близлежащих районов.
9 августа 1998 года в Свято-Троицком соборе города Моршанска Божественную литургию возглавил Патриарх Московский и всея Руси Алексий II. Ему сослужили митрополит Нижегородский Николай (Кутепов), архиепископ Ульяновский Прокл (Хазов), архиепископ Владимирский Евлогий (Смирнов), архиепископ Истринский Арсений (Епифанов), архиепископ Тамбовский и Мичуринский Евгений (Ждан). Его Святейшество Алексий II подарил Свято-Троицкому собору икону Святителя Питирима — первого епископа земли Тамбовской, с частицей его мощей.